# Le Masque (nouvelle)
Pour l’article homonyme, voir Le Masque.
Le Masque est une nouvelle d'Anton Tchekhov publiée en 1884.

## Historique
Le Masque est initialement publié dans la revue russe Divertissement le 27 octobre 1884. 
C'est une nouvelle ironique sur la servilité.

## Résumé
La bonne société de la ville donne un bal masqué. Cinq hommes sont assis à l’écart dans le salon de lecture et lisent des journaux. 
Arrive un invité masqué avec une bouteille de vin et deux femmes. Il apostrophe les hommes et leur demande de sortir, car il veut « rester tout seul avec ses mignonnes et se payer du bon temps » et il se permet de les insulter. Scandale, on appelle la police, la musique s’arrête, on veut lui dresser un procès-verbal, mais quand il se découvre, stupeur général, c’est le millionnaire Piatigorov. La police et les cinq hommes quittent la salle servilement et laisse Piatigorov seul avec les femmes.
Le chef de la police menace les cinq hommes : « Vous ne pouviez pas sortir dix minutes, cela ne me plaît pas du tout. »
Deux heures plus tard, Piatigorov ressort ivre de la salle de lecture. Les cinq hommes sont heureux de pouvoir l'aider à monter dans sa voiture.

## Édition française
- Le Masque, traduit par Madeleine Durand et André Radiguet (révisé par Lily Denis), in Œuvres I, Paris, Éditions Gallimard, coll. « Bibliothèque de la Pléiade » no 197, 1968  (ISBN 978-2-07-0105-49-6).